# بی‌یو-۱۳۱ یونگمان
بی‌یو-۱۳۱ یونگمان (به انگلیسی: Bücker_Bü_131) یک هواگرد از نوع هواپیمای آموزشی ساخت شرکت Bücker Flugzeugbau است. هواگرد بی‌یو-۱۳۱ یونگمان نخستین پروازش را در ۲۷ آوریل ۱۹۳۴ میلادی انجام داد. این هواگرد در سال 1935 میلادی رسماً معرفی گردید.
طراح این هواگرد، Carl Bücker بود.